# Salem (Bade-Wurtemberg)
Pour les articles homonymes, voir Salem.
Salem est une commune allemande située dans l'arrondissement du Lac de Constance, dans la région Bodensee-Oberschwaben, dans le district de Tübingen en Bade-Wurtemberg. 

## Géographie
La commune s'étend sur 62,69 km2 au cœur du Linzgau, dans l'arrière-pays du lac de Constance. Son centre est situé à 10 km à l'est d'Überlingen.
Elle regroupe onze localités dont Salem (avec le village de Stefansfeld), son chef-lieu, ainsi que Beuren, Buggensegel, Grasbeuren, Mimmenhausen, Mittelstenweiler, Neufrach, Oberstenweiler, Rickenbach, Tüfingen et Weildorf.

## Démographie
| Rescencement | Nombre d'habitants |
| ------------ | ------------------ |
| 30 juin 1976 | 6 800              |
| 30 mars 1980 | 7 676              |
| 30 juin 1985 | 8 607              |
| 30 juin 1990 | 9 273              |
| 30 juin 1995 | 10 321             |
| 30 juin 2000 | 10 986             |
| 30 juin 2005 | 11 152             |
| 30 juin 2010 | 11 166             |
| 30 juin 2015 | 11 471             |
| 30 juin 2016 | 11 619             |

## Culture et patrimoine
La commune possède un château, ancienne abbaye, qui abrite l'école privée Schule Schloß Salem.

## Jumelages
- Les Essarts-le-Roi, France, depuis 1994. Les Essarts-le-Roi est située 40 km à l'ouest de Paris, dans les environs de Versailles.

## Personnalités importantes
- Franz Joseph Feuchtmayer (1660-1718), sculpteur mort à Mimmenhausen.
- Joseph Anton Feuchtmayer (1696-1770), sculpteur mort à Mimmenhausen.
- Karl Reinhardt (1849-1923), pédagogue mort à Salem.
- Max de Bade (1867-1929), chancelier impérial mort à Salem.
- Marie-Louise de Hanovre (1879-1948), princesse morte à l'abbaye de Salem.
- Alexander Hahn (de) (né en 1987), politique, FDP.
- Markus Baur (né en 1971), joueur national de l’Équipe de Handball. Vivait à Salem et a joué dans l’Équipe de Handball de Mimmenhausen.
- Thomas Stehle (de) (né en 1980), joueur de Football, vivait et a appris le football à Salem.